# Rock ukrainien
Le rock ukrainien désigne le rock interprété par des groupes et artistes ukrainiens. La scène comprend des groupes tels que Braty Hadiukiny, Haydamaky, Komu Vnyz, Pikardiyska Tertsiya, Plach Yeremiyi, Taras Petrynenko, Tartak, Viy, Vopli Vidopliassova et autres. Okean Elzy, avec Slava Vakarchuk a longtemps été parmi les groupes de rock ukrainien les plus populaires et a connu un certain succès à l’étranger. Le groupe Mandry est connu pour la fusion de la musique traditionnelle ukrainienne avec le rock, blues, reggae et les chansons. La chanteuse pop Ruslana utilise aussi quelques élément de rock dans son travail.
On peut citer aussi la chanteuse russe Nadia Saule qui a enregistré de nombreuses chansons en ukrainien avec son groupe Esperanza. Le Chervona ruta était un festival de rock ukrainien très important

## Histoire

### Années 1960-1970

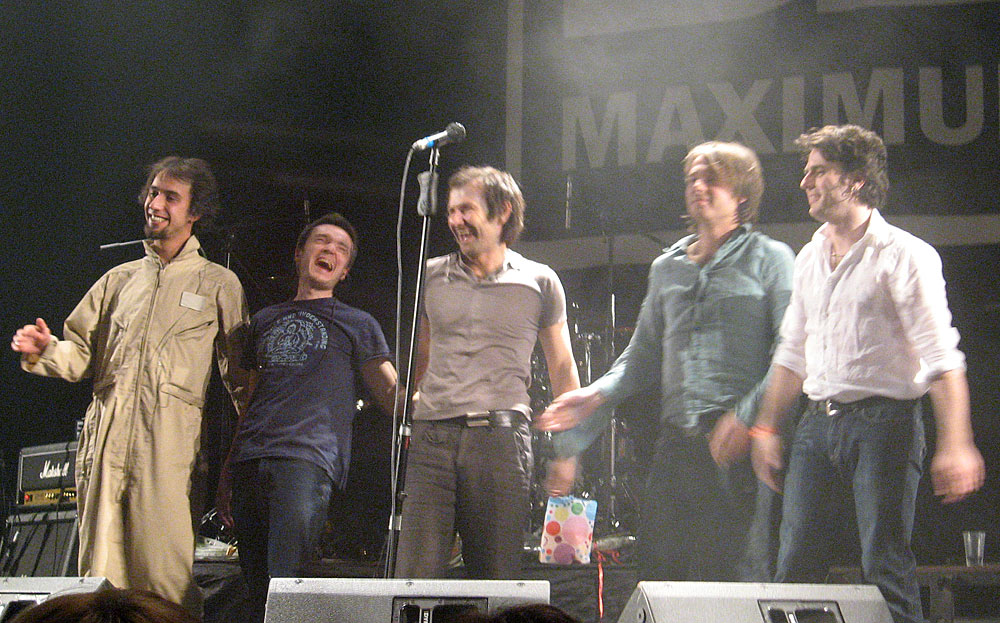
Okean Elzy, un des groupes ukrainiens les plus populaires.

Des groupes comme Eney et Hutsuly se forment dans les années 1960 pendant le Khrushchev Thaw. Eney (ukrainien : Еней) est un groupe de rock ukrainien qui jouait ses propres morceaux. Il est nommé d'après le célèbre personnage Aeneas, issu d'une des premières œuvres d'Ivan Kotlyarevsky. 
Des étudiants de l'école de musique de Kiev l'ont formé pendant les années 1960. le groupe se nomme d'après Mykola Lyssenko. Ils jouaient lors de concerts uniquement des chansons folk. Plus tard, après avoir été exposé à la Beatlesmania, les membres commencent à adapter des œuvres de Johann Sebastian Bach et Aram Khatchatourian. En 1971, le groupe se sépare, Petrynenko et Blinov l'ayant quitté pour créer la formation Dzvony. Le groupe démarre en expérimentant de nouveaux genres : le blues et a soul. En 1972, le groupe est banni de l'Union soviétique et catégorisé « bourgeois-national ». De ce fait, tous les enregistrements ont été détruits.
Le groupe tourne dans le circuit underground jusqu'en 1974. Les membres fusionneront avec Dzvony en un ensemble multi-instrumental et vocal appelé Decorative Trails. Ils se rebaptisent ensuite Hrono. En 1977, l'ensemble devient de nouveau Eney.

### Années 1980

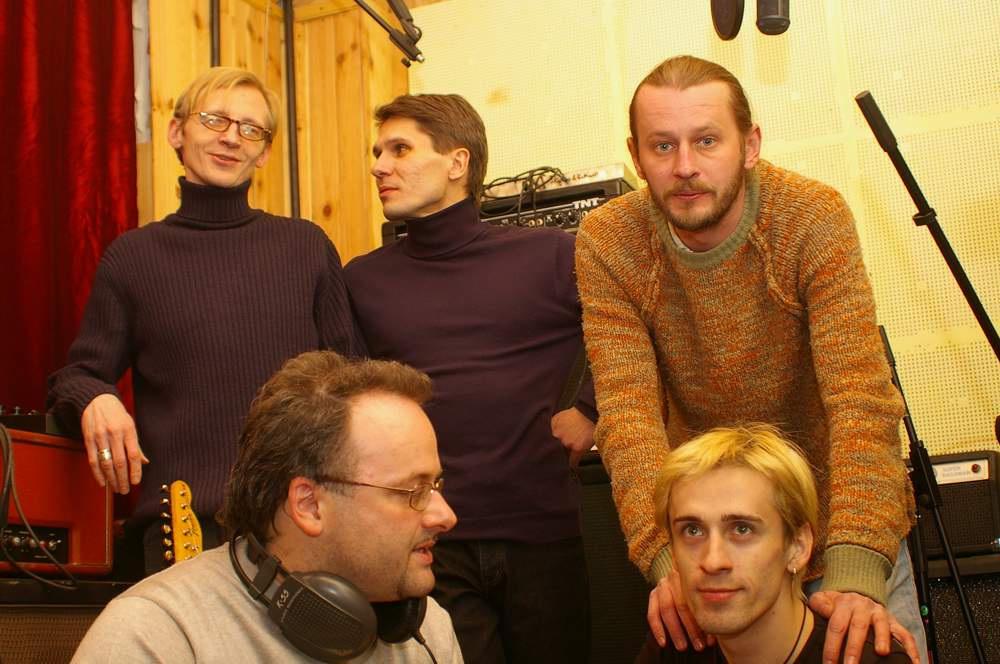
Mertvyi Piven.

La montée du rock au milieu des années 1980 s'inspire de la perestroika de Gorbachev. Nombre de groupes de rock se forment dans le club appelé Kuznia, à Kiev. Parmi eux, Adem (1985), Vopli Vidopliassova (1986), et Komu Vnyz (1988). L'événement le plus important de cette période est le festival Chervona Ruta, tenu pour la première fois à Chernivtsi en 1989.
Des groupes comme Braty Hadiukiny, Mertvyi Piven, Opalnyi Prynz, Skryabin et Sestry Telniuk se forment  la fin des années 1980. Braty Hadiukiny (ukrainien : Брати Гадюкіни) est un groupe de rock originaire de Lviv, et l'un des groupes les plus en vogue du la période soviétique. Le groupe mêle des genres comme le rock 'n' roll, le blues, le punk rock, le reggae, le funk le folk. Le groupe devient inactif entre 1988 et 1996. En janvier 2006, ils organisent un grand concert solo à Kiev.
Mertvyi Piven (ukrainien : Мертвий Півень) est un groupe de rock formé en 1989. Le premier concert est donné en 1990 à la première édition du Vyvykh festival. Ils sortent leur premier album, Eto, en 1991, à la fin du festival Chervona Ruta auquel le groupe remporte le premier prix pour composition originale.
Vopli Vidopliassova (ukrainien : Воплі Відоплясова) est formé en 1986 à Kiev. Ils s'inspirent de genres incluant folk, morceaux patriotes, punk rock, hard rock, heavy metal, et plus tard, musique électronique. Leur morceau Den Narodzhennia devient la bande son des films de gangster Brother et Brother 2, réalisés par Aleksei Balabanov. Le membre Oleh Skrypka a aussi produit plusieurs albums en solo.

### Années 1990
Haydamaky est un groupe de folk rock formé à Kiev en 1991. Le style de Haydamaky s'inspire de la musique primitive, en particulier des régions d'Ukraine, incluant la Polésie, la Bucovine, et la Transcarpathie. Ils s'inspirent aussi du folk roumain, du punk rock de Shane MacGowan et du reggae de groupes comme Burning Spear et Black Uhuru.
Okean Elzy est l'un des groupes ukrainien les plus populaires. Il est formé en 1994 à Lviv (Ukraine). Le chanteur et leader est Svyatoslav Vakarchuk. Okean Elzy est l'un des groupes de rock les plus reconnus en Ukraine but[Quoi ?] et dans la plupart des pays du Commonwealth. En avril 2007, Okean Elzy reçoit le prix Fuzz Magazine du « meilleur groupe de rock ».
Comme pour l'Europe du Nord, le Black metal est présent en Ukraine. Nokturnal Mortum, Drudkh, Khors et Kroda sont les formations les plus connues. La scène ukrainienne se remarque souvent par l'incorporation d’éléments musicaux folkloriques dans leur musique.Au niveau du chant, les vocalistes s'expriment régulièrement en ukrainiens (même si l'anglais et le russe sont des langues parfois utilisées). Très appréciés par les fans de Black metal d'Europe de l'Ouest, ces groupes ont parfois des liens avec des groupuscules ultra nationalistes.

### Années 2000-2010

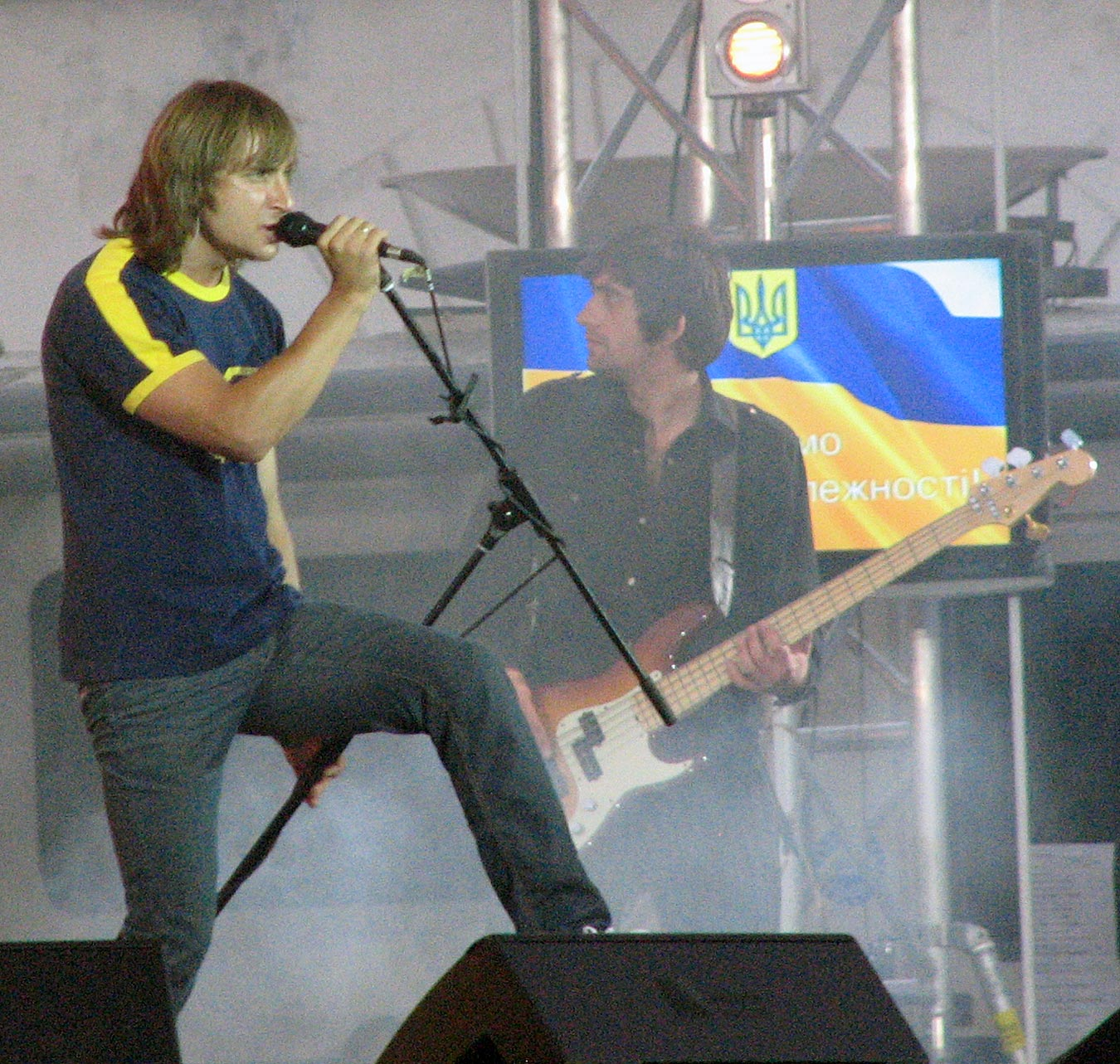
SKAY au Maidan Nezalezhnosti, à Kiev, le 24 août 2008.

BoomBox (БумБокс, Bumboks) est un groupe de funky groove, formé en 2004 par le chanteur Andriy Khlyvniuk et le guitariste Andriy Mukha Samoilo. En avril 2005, le groupe sort son premier album, enregistré en 19 heures. Leurs morceaux sont principalement chantés en ukrainien et parfois en russe et en anglais.
SKAY (ukrainien : СКАЙ) est un groupe de pop rock formé en 2001 à Ternopil (Ukraine). Après sa création en 2001, le groupe commence à tourner à l'échelle nationale, jouant dans des festivals comme Perlyny sezonu, Tavriyski ihry et Chervona ruta. En 2006 sort leur premier album, Te, shcho treba, suivi par Planeta SKAY en 2007.
Le frontman Oleh Sobchuk est récompensé en 2008 de la médaille de l'Église orthodoxe d'Ukraine 1020 Years of Baptism of Rus pour sa participation à la tournée de rock homonyme. Entre octobre et novembre 2013, le groupe prend part aux concerts We are United.
Le groupe de Stoner rock Stoned Jesus existe depuis 2009. Malgré les changements de musiciens, le groupe se fait remarquer par sa virtuosité auprès des fans de Stoner et de metal d'Europe occidentale. En effet, Igor Sydorenko (vocaliste/guitariste et leader du groupe) et ses musiciens font beaucoup de concerts hors d'Ukraine, notamment en France. La discographie des Kieviens est souvent bien perçue par la presse spécialisée.
Le groupe Gapochka (uk), formé en 2008, ne sort son premier album qu'en 2012.